# San Pablo del Lago

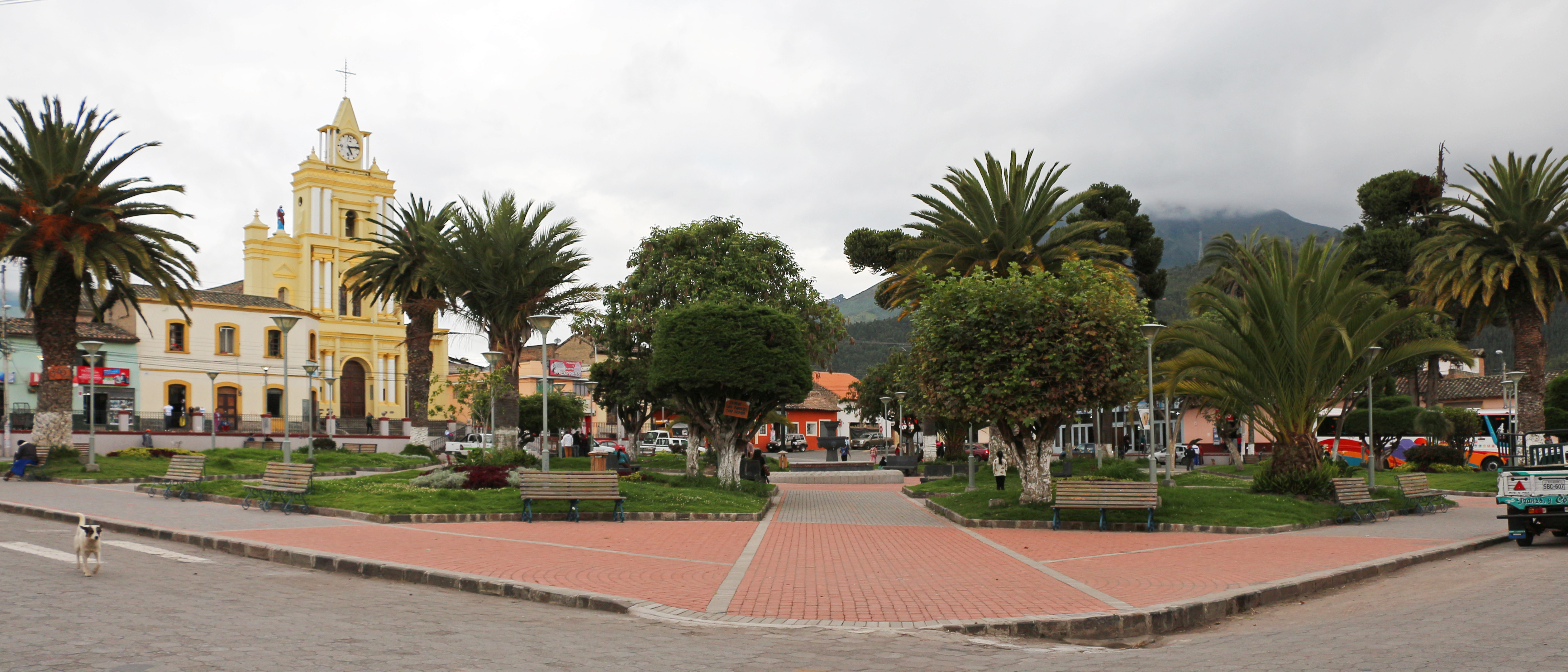
Parque Central in San Pablo del Lago

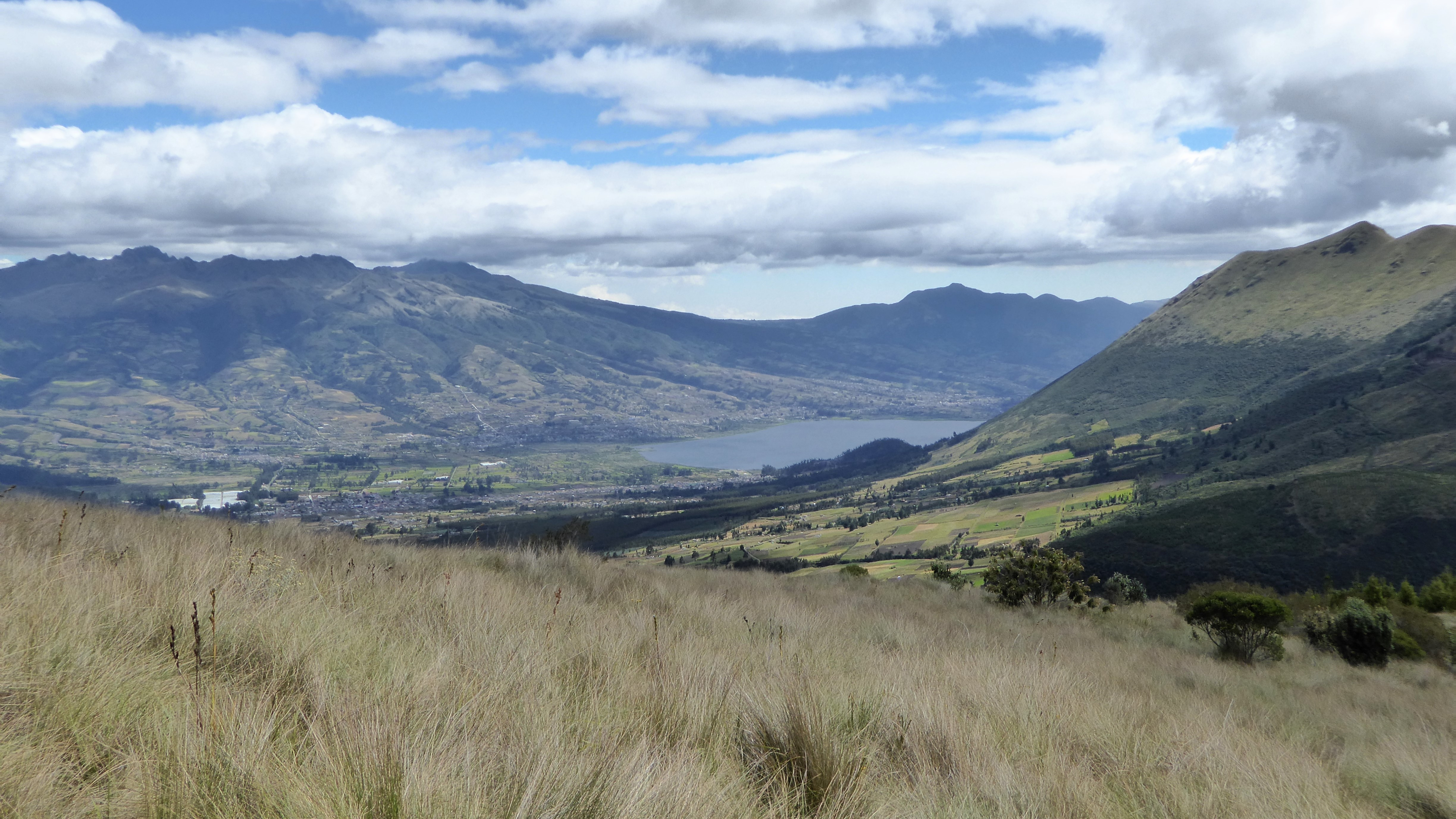
Blick vom Cerro Cubilche über die Parroquia auf den Lago San Pablo

San Pablo del Lago ist eine Ortschaft und eine Parroquia rural („ländliches Kirchspiel“) im Kanton Otavalo der ecuadorianischen Provinz Imbabura. Die Parroquia besitzt eine Fläche von 64,82 km². Die Einwohnerzahl beim Zensus 2010 betrug 9901. Für das Jahr 2020 wird eine Einwohnerzahl von 11.875 prognostiziert. Etwa 57 Prozent der Bevölkerung sind Mestizen, 42 Prozent Indigene. Im Hauptort leben überwiegend Mestizen, während die indigene Bevölkerung (Kichwa) auf die Dörfer (Comunidades) verstreut ist.

## Lage
Die Parroquia San Pablo del Lago liegt in den Anden im Norden von Ecuador. Das Gebiet liegt in Höhen zwischen 2680 m und 4600 m. Es befindet sich an der Südflänke des 4610 m hohen Vulkans Imbabura. Im Nordosten befindet sich der 3841 m hohe Cerro Cubilche, im Südosten der 4012 m hohe Cusín. Im Westen reicht das Verwaltungsgebiet bis an das Ostufer des Sees Lago San Pablo. Der 2697 m hoch gelegene Hauptort befindet sich 9 km ostsüdöstlich vom Kantonshauptort Otavalo.
Die Parroquia San Pablo del Lago grenzt im Westen an das Municipio von Otavalo, im Norden an die Parroquia La Esperanza, im Osten an die Parroquia Angochagua sowie im Süden und im Südwesten an die Parroquias González Suárez und San Rafael de la Laguna.

## Orte und Siedlungen
Der Hauptort ist den folgenden 7 Barrios gegliedert: La Unión, Colonial, Calluma, Eugenio Espejo, Mariscal Sucre, Barrio Central und Barrio Lindo. Ferner gibt es folgende Comunidades: Abatag, Angla, Araque, Casco Valenzuela, Cocha Loma, Cusín Pamba, El Topo, Gualabí, Imbabura, Lomakunga und Ugsha.

## Geschichte
Die Parroquia San Pablo del Lago wurde am 29. Mai 1861 (fecha de creación) gegründet.